# (245) Vera
Pour les articles homonymes, voir Vera.
(245) Vera est un astéroïde de la ceinture principale découvert par N. R. Pogson le 6 février 1885.